# Isochariesthes flavescens
Isochariesthes flavescens là một loài bọ cánh cứng trong họ Cerambycidae.